# 米海爾·普塞洛斯

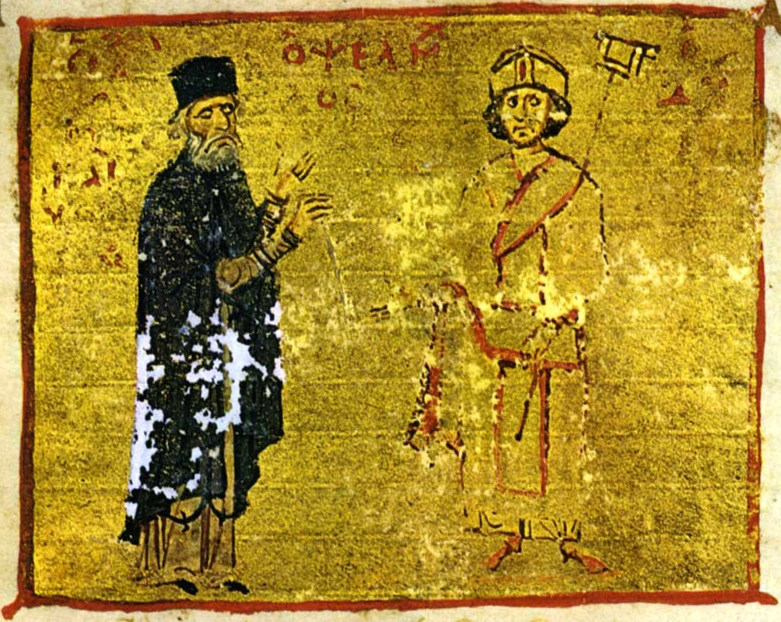
米海爾·普塞洛斯（左）與他的學生拜占庭皇帝米海尔七世（右）

米海爾·普塞洛斯（羅馬化：Michaēl Psellos）是一名拜占庭帝國的僧侶、學者、作家、哲學家、政治家和歷史學家。他出生於1017年或1018年，儘管也有說法認為普塞洛斯直到1096年才去世，但通說一般認為其卒於1078年。

## 生平
關於普塞洛斯一生的訊息主要源自他自己的作品，其著作中包含了大量的自傳章節。普塞洛斯可能出生於君士坦丁堡，他的家人則來自尼科米底亞，而依據他自己的說法，普塞洛斯的祖先中包含了擔任執政官和貴族的菁英成員。他的洗禮名叫君士坦丁，米海爾為他晚年進入修道院時選擇的修道名，普塞洛斯的稱呼（即口吃者）則可能是因他個人語言缺陷而起的名字。
普塞洛斯早年在君士坦丁堡接受教育，大約在其十歲時，他被派到首都以外的地區擔任一名地方法官的秘書，以幫助家人為妹妹籌集出嫁的彩禮，在他的妹妹死後，普塞洛斯放棄了祕書一職，回到君士坦丁堡繼續他的學業，在其從學於約翰·毛羅普斯的期間，遇見了日後的普世牧首君士坦丁·萊喬德斯與君士坦丁堡的約翰八世，以及後來的拜占庭皇帝君士坦丁十世。有一段時間，他再度前往首都外的行省工作，擔任地方法官的職位。他於公元1042年前其返回君士坦丁堡，並在朝廷中得到一份擔任基層官員的機會，成為帝國內閣中的秘書。從那時起，開啟了他在宮廷內平步青雲的政治生涯。此後普塞洛斯成為君士坦丁九世朝中一位富有影響力的政治顧問（任期1042年－1055年）。同時，他也擔任君士坦丁堡大学的領銜教授，並擁有「哲學家之首」的榮譽稱號。
儘管普塞洛斯身居學術的領導地位且能力卓越，但他的拉丁语知識卻仍顯不足，如犯下把西塞罗和凱撒兩者混為一談的謬誤。這項錯誤被認為是一個經典的案例，用以說明拜占庭帝國如何在中世紀鼎盛時期幾乎失去它與名義上號稱的羅馬帝國在根源上的聯繫。
在君士坦丁九世的統治末期，出於某種原因，普塞洛斯發現自己陷入政治壓力之下，最終他為此決定離開朝廷，於公元1054年退隱至比提尼亞奧林帕斯山的奧林帕斯修道院。然而，在君士坦丁九世駕崩後不久，繼任的狄奥多拉女皇便將普塞洛斯召回朝中。在接下來的幾年裡，他一直活躍在政壇，擔任過數屆皇帝的高級政治顧問。他在公元1057年米海爾六世到伊萨克一世的權力過渡中起了決定性的政治作用，之後是伊薩克一世至君士坦丁十世，以及罗曼努斯四世到米海尔七世。由於普塞洛斯在君士坦丁十世統治期間曾擔任過其子米海爾七世的私人教師，並且在幫助米海爾七世對抗其對手兼繼父羅曼努斯四世方面發揮了重要的作用，普塞洛斯可能期望在他的輔政下，成為米海爾七世朝中一名更具影響力的帝師和顧問。然而，米海爾七世似乎對於關照自己的導師普塞洛斯並不感興趣，在公元1070年代中期以後，便沒有更多關於普塞洛斯在朝廷上出現的紀錄。部分學者因此認為，在公元1070年的某個時間點，普塞洛斯不得不再次回到修道院。根據普塞洛斯之後的歷史學者约翰·佐纳拉斯的言論，大多數學者認為普塞洛斯於公元1078年米海爾七世退位後不久便已去世，儘管也有一些學者提出普塞洛斯應逝世於較晚的年份。而眾所皆知，保加利亞的狄奥菲拉科托斯（Theophylaktos of Bulgaria）在普塞洛斯死後寫了一封信安慰他的兄弟，他說：「您的兄弟並沒有死，但是他已經離開了神，從痛苦和疾病中解脫」。

## 主要作品
普塞洛斯最為著名且最通俗的作品當屬由他撰寫的《編年史》，書中記錄了從普塞洛斯身處的年代往前延伸一百多年間歷任拜占庭皇帝的歷史，其中涵括14位皇帝與女皇的統治，遠從「保加利亞屠夫」巴西尔二世（976年－1025年）將近50年的統治開始，結束於米海尔七世（1071年－1078年）的統治時期。特別的是，此書與當時絕大多數的史學著作不同，其內容架構主要由一系列的人物傳記所組成，普塞洛斯在成書時專注於對人物的描寫，而非軍事和政治事件的細節。此外《編年史》中還大量加入普塞洛斯自己的政治與思想歷程等自傳元素，且普塞洛斯在政壇上的活躍期（特別是君士坦丁九世統治的時期）亦佔據了書中內容的極大篇幅，使整部作品幾乎呈現出政治回憶錄的性質。該著作被認為分由兩個部分所組成，第一部分包含伊萨克一世在內以前的數任皇帝歷史，而第二部分為皇帝們辯護緩頰的語調則要強烈得多，很大程度上反映出普塞洛斯對自己在政治上的保護者，即對杜卡斯王朝歷屆皇帝們的溢美與讚譽。

## 其他作品
1. 《歷史簡要》以世界編年史的形式所寫成，為內容較短之教育性質的歷史文本。
2. 大量的科學、哲學和宗教論文。其中最著名的一本是《惡魔論》，該書將魔鬼分門別類，是反摩尼教論述的一部分[7]。此外普塞洛斯另彙編了關於哲學的重要著作《全能主義》。其他作品尚涉及的主題有：天文學、医学、音乐、法学、物理学以及民俗學。
3. 關於语法和修辞学等主題的各種教學詩歌
4. 普世牧首米海爾一世、君士坦丁·萊喬德斯（英语：Constantine Leichoudes）與君士坦丁堡的約翰八世（英语：John VIII of Constantinople）三位先賢的墓誌銘或葬禮演說
5. 普塞洛斯寫給自己母親的葬禮致辭，其中涵括了大量的個人自傳內容
6. 幾篇頌詞（英语：Panegyric）、具說服力的演講（包括針對波格米勒派和猶凱派（英语：Euchites）發表的作品），以及在宮廷中向其贊助者皇帝致詞的演說。
7. 數百封的私人信件。
8. 相關指定主題的修辭學練習論文。
9. 即興、諷刺與警世的詩句

## 思想與品格
普塞洛斯接受過廣泛而充分的教育，被認為是當時最有學問的人之一。尤其讓普塞洛斯自己引以為豪的是，他獨力將古代哲學，特別是有關柏拉图的思想哲學重新引入拜占庭學術界。但他對柏拉圖和其他異教（通常是新柏拉图主义）哲學家的偏愛導致部分與他同時代人對其信仰的正統性產生懷疑，為此他一度被迫公開幫自己的信仰辯護。除此之外，普塞洛斯還為自己是一位修辭大師而自豪，他將哲學家的智慧和修辭學家的說服力結合在一起，這使他的作品成為政治領袖和顧問參考的模範樣板。而在現代評論家的眼中，普塞洛斯熱衷在其作品內發表冗長的自傳文，讓他受到徒具虛榮心和野心的批評。與此同時，他的政治生涯和他的編年史內容亦導致評論家認為他是一名諂媚之人與機會主義者，因為他在表面上對某些皇帝不抱持批判的立場，也因他一生中在政壇上多次變節。然而，另有一些評論家認為，在他的作品中其實存在一股強大的諷刺暗流，尤其是在《編年史》這部著作中，傳遞出普塞洛斯對其所描繪的皇帝刻畫抱有高度的批判性和顛覆性觀點，甚至對於整個拜占庭的基督教信仰與道德也是如此。
如上所述，在普塞洛斯的一生中，他的宗教信仰屢屢受到嚴重的質疑。例如，根據研究拜占庭的學者安東尼·卡爾德利斯（Anthony Kaldellis）之說法：「公元1054年，他（普塞洛斯）被其昔日的朋友－未來的普世牧首君士坦丁堡的約翰八世指控，說他為了追隨柏拉圖而放棄基督。」更啟人竇疑的是，普塞洛斯的學生約翰·伊塔洛斯繼普塞洛斯成為哲學家之首，而伊塔洛斯被公開指責教授諸如輪迴和世界的永恆等「希臘式」的思想。伊塔洛斯兩度面臨過這樣的指控，兩次他起先都供認不諱，後來卻又改口否認。

## 偽普塞洛斯
曾經有人認為還有另一位與普塞洛斯同名的拜占庭作家，即老普塞洛斯（現也稱為偽普塞洛斯），他於公元9世紀時期生活在安德羅斯島上，為佛提乌的學生，也是「智者」利奧六世的老師，米海爾·普塞洛斯本人也被一些作家稱為小普塞洛斯，而這種區分兩個普塞洛斯的叫法是源自一本名為《Σύνοψις Κεδρηνοῦ-Σκυλίτση》中世紀編年史的記載。但現今人們普遍認為，在這部編年史中包括普塞洛斯這個名字是由一名愚昧無知的抄寫員所造成的錯誤，實際上老米海爾·普塞洛斯是不存在的虛構人物。
而在現代學術用語中，「偽普塞洛斯」一詞也被用來描述幾部日後在拜占庭時期被誤認為是普塞洛斯作品的作家之代稱。

## 文學引用
塞缪尔·泰勒·柯勒律治在其詩作古舟子咏中提及「君士坦丁堡的柏拉圖主義者－米海爾·普塞洛斯」是「這個既無靈魂也無天使，無形者們所居之星球」上的權威。
英國詩人克里斯托弗·米德爾頓於他1986年的詩集《兩輛馬車駛過》中收錄了一首關於普塞洛斯的詩歌。
普塞洛斯另於蒂姆·塞韋林的小說《維京：王者之人》中登場，該書是維京三部曲的最後一部。

## 出版著作

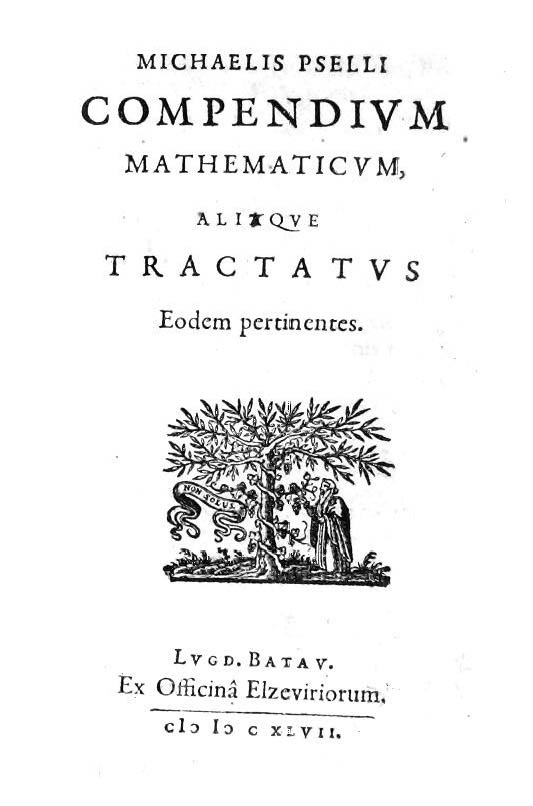
1647年出版的《數學綱要》

- 米海爾·普塞洛斯，1647年，《數學綱要》（拉丁語）；巴達維亞，萊頓（荷蘭），博納文圖拉·埃爾澤維爾、亞伯拉罕·埃爾澤維爾校訂本，2015-6-19。
- 《拜占庭百年編年史》（976年-1077年）。埃米爾·雷納爾德，兩卷本；巴黎，1926/1928年[標準的現代版]。
- 《拜占庭皇帝》（編年史），薩爾瓦多·普利澤里；兩卷本；維琴察（意大利東北部城市），1984年，[新的評論版和意大利翻譯]。
- 《編年史》，E·R·A·蘇特；倫敦，1953年，英譯本，Full online text （页面存档备份，存于）。
- 《編年史》，阮瑟德斯·卡拉利斯，兩卷本；雅典，1992/96年，[現代希臘語譯本]。
- 《拜占庭皇帝的生平》（編年史）；胡安·馬尼斯·科多涅，馬德里，2005年，[西班牙語譯本]。
- 《自傳》（對母親的讚頌），烏戈·克里斯庫洛，那不勒斯 1989年。
- 《全能主義》 [Διδασκαλία παντοδαπή]，利恩特·G·韋斯特林克，烏特勒支，1948年。
- 《惡魔論》，讓·弗朗索瓦·布瓦索納德，紐倫堡，1838年；阿姆斯特丹1964年再版。
- 《惡魔論》，Tr.馬庫斯·科里遜，雪梨，1843年，Full online text （页面存档备份，存于）。
- 《與約翰·西法利諾斯的書信》，烏戈·克里斯庫洛，那不勒斯，1990年。
- 《與米海爾·克拉拉利奧的書信》，烏戈·克里斯庫洛，那不勒斯，1990年。
- 《歷史簡要》，威廉·J·阿爾茨，柏林，1990年。
- 《祈禱傳記》，伊麗莎白·A·費雪，斯圖加特/萊比錫城，1994年。
- 《祈禱頌》，喬治·T·丹尼斯，斯圖加特/萊比錫城，1994年。
- 《小部分演講集》，安東尼·R·利特伍德，萊比錫城，1984年。
- 《紀念君士坦丁·利丘迪的致辭》，烏戈·克里斯庫洛，墨西拿，1983年。
- 《小部分哲學集I》，約翰·M·達菲，斯圖加特/萊比錫城，1992年。
- 《小部分哲學集II》，多米尼克·J·奧邁拉。萊比錫城，1989年。
- 《詩歌集》，利恩特·G·韋斯特林克，斯圖加特/萊比錫城，1992年。
- 《未編輯再次出版的部分手稿》，兩卷本，愛德華·庫爾茨、弗朗茲·德雷克斯，米蘭，1936/41年。
- 《关于欧里庇得斯和皮西迪亚的乔治以及赫利奥多鲁斯和阿喀琉斯·塔提乌斯的论文》，安德鲁·R·戴克，维也纳，1989年。
- 《神學 I》，保羅·戈蒂埃，萊比錫城 1989年。
- 《神學 II》，利恩特·G·韋斯特林克、約翰·M·達菲，慕尼黑/萊比錫城，2002年。

## 延伸閱讀
- Anthony Kaldellis: The argument of Psellos' Chronographia, Boston 1999.
- Cerqueiro, Daniel. Michael Psellos, La Escuela de Atenas y el Sentido de Conócete a ti mismo. P.Ven., Buenos Aires 2001. ISBN 978-987-9239-21-6.
- E. Pietsch: Die "Chronographia" des Michael Psellos: Kaisergeschichte, Autobiographie und Apologie, Wiesbaden 2005.
- S. Papaioannou, Michael Psellos: Rhetoric and Authorship in Byzantium, Cambridge 2013.
- F. Lauritzen, Depiction of Character in the Chronographia of Michael Psellos, Turnhout 2013.
- D. Walter, Michael Psellos – Christliche Philosophie in Byzanz. Mittelalterliche Philosophie im Verhältnis zu Antike und Spätantike. De Gruyter, Berlin, Boston 2017, ISBN 978-3-11-052597-7

## 外部連結
- Greek Opera Omnia by Migne Patrologia Graeca with analytical indexes （页面存档备份，存于）